# (8307) Peltan
(8307) Peltan (1995 EN) – planetoida z pasa głównego asteroid okrążająca Słońce w ciągu 3 lat i 68 dni w średniej odległości 2,16 au. Została odkryta 5 marca 1995 roku w Kleť Observatory w pobliżu Czeskich Budziejowic przez Janę Tichą. Nazwa planetoidy pochodzi od panieńskiego nazwiska odkrywczyni.